# Терцет
Терце́т (італ. terzetto, від лат. tertius — третій) — тривірш, строфа, що складається з трьох рядків, зазвичай вживається з іншим терцетом, пов'язаним із першою системою рим. Два терцети складають другу частину сонета.
Строфа терцета самостійна за умови, коли схема рим викінчена в її межах (ааа ббб тощо) або під час римування один віршовий рядок лишається без рими (ритурнель):

Лежить солдат під лісом, на травах, на піску,……а
Над ним кує зозуля в зеленому ліску,…………….а
І що ж вона віщає, життя чи смерть близьку?……а
І став її питати солдат несамохіть:………………….б
 — Хоч не солдатське діло тужить і ворожить,…….б
Скажи мені, зозуле, чи довго буду жить? (…)…….б (Л. Первомайський).

Терцет не завжди є складником більшої строфи, пов'язаним із перехідним римуванням як, наприклад, у сонеті, де переважно останні тривірші — один із варіантів тернарного римування.